# Čestný dvůr

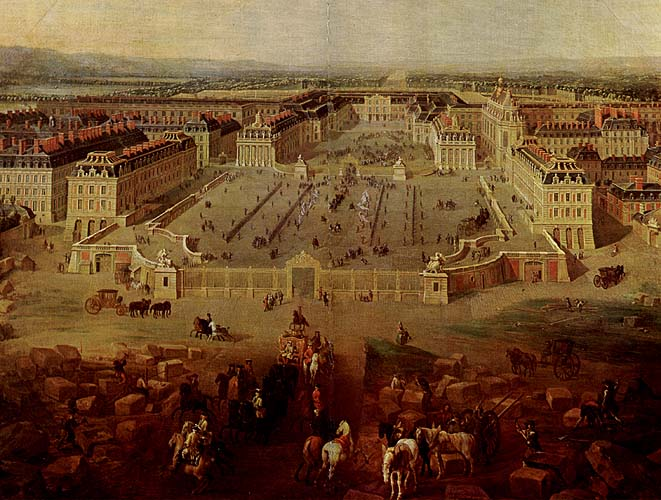
Zámek Versailles na obrazu z roku 1722 s čestným dvorem a předdvořím

Čestný dvůr (francouzsky cour d’honneur) je označení pro nádvoří uzavřené ze tří stran křídly zámku, nebo paláce, čtvrtá strana naproti hlavnímu průčelí je uzavřená jen zdí či ozdobnou mříží. Takováto řešení se začala objevovat v šestnáctém století ve Francii a poté se v baroku stala běžnými po celé Evropě. Název prostranství vychází ze zvyklosti, že vstup se všemi poctami přes tento dvůr do budovy byl dovolen jen nejvyšším hodnostářům.